# Killzone (computerspelserie)
Killzone is een serie first-person-schietspellen die door het Nederlandse Guerrilla Games zijn ontwikkeld. De spelserie is exclusief uitgekomen op Sony's platforms van spelcomputers.

## Plot
De spellen volgen een verhaal dat zich in de toekomst afspeelt. Hierbij staat centraal de Helghast Empire en hun oorlog tegen de Interplanetary Strategic Alliance (ISA).

## Spellen in de serie
- Killzone (2004)
- Killzone: Liberation (2006, spin-off)
- Killzone 2 (2009)
- Killzone 3 (2011)
- Killzone: Mercenary (2013, spin-off)
- Killzone: Shadow Fall (2013)

## Ontvangst
De Killzone-serie werd gemengd tot positief ontvangen in recensies. Men prees de grafische hoogstanden, maar kritiek was er op een aantal technische problemen.
| Titel                 | Score op Metacritic |
| --------------------- | ------------------- |
| Killzone              | 70 (PS2) 59 (PS3)   |
| Killzone: Liberation  | 77 (PSP)            |
| Killzone 2            | 91 (PS3)            |
| Killzone 3            | 84 (PS3)            |
| Killzone: Mercenary   | 78 (Vita)           |
| Killzone: Shadow Fall | 73 (PS4)            |